# British National League 1996/97
Die Saison 1996/97 war die erste Spielzeit der British National League, der zweithöchsten britischen Eishockeyspielklasse. Meister wurden die Swindon IceLords.

## Premier League

### Hauptrunde
|    | Klub                 | Sp | S  | N  | OTN | Tore    | Punkte |
| -- | -------------------- | -- | -- | -- | --- | ------- | ------ |
| 1. | Swindon IceLords     | 56 | 47 | 9  | 0   | 436:169 | 94     |
| 2. | Solihull Blaze       | 56 | 41 | 12 | 3   | 389:219 | 85     |
| 3. | Slough Jets          | 56 | 39 | 14 | 3   | 316:171 | 81     |
| 4. | Guildford Flames     | 56 | 35 | 19 | 2   | 310:217 | 72     |
| 5. | Kingston Hawks       | 56 | 28 | 28 | 0   | 305:269 | 56     |
| 6. | Telford Tigers       | 56 | 19 | 35 | 2   | 303:313 | 40     |
| 7. | Medway Bears         | 56 | 12 | 43 | 1   | 231:464 | 25     |
| 8. | Peterborough Pirates | 56 | 3  | 52 | 1   | 173:641 | 7      |

### Finalrunde
|    | Klub             | Sp | S | N | OTN | Tore  | Punkte |
| -- | ---------------- | -- | - | - | --- | ----- | ------ |
| 1. | Swindon IceLords | 8  | 6 | 2 | 0   | 38:23 | 12     |
| 2. | Slough Jets      | 8  | 4 | 3 | 1   | 29:30 | 9      |
| 3. | Kingston Hawks   | 8  | 4 | 4 | 0   | 26:34 | 8      |
| 4. | Guildford Flames | 8  | 3 | 4 | 1   | 36:38 | 7      |
| 5. | Telford Tigers   | 8  | 3 | 4 | 1   | 35:39 | 7      |

### Playoffs

#### Spiel um Platz 3
- Kingston Hawks – Guildford Flames 3:9, 6:4

#### Finale
- Slough Jets – Swindon IceLords 4:3, 1:3

## Northern Premier League

### Hauptrunde
|    | Klub                 | Sp | S  | U | N  | Tore    | Punkte |
| -- | -------------------- | -- | -- | - | -- | ------- | ------ |
| 1. | Fife Flyers          | 36 | 33 | 0 | 3  | 315:130 | 66     |
| 2. | Paisley Pirates      | 36 | 26 | 0 | 10 | 316:144 | 52     |
| 3. | Whitley Bay Warriors | 36 | 23 | 0 | 13 | 236:200 | 46     |
| 4. | Blackburn Hawks      | 36 | 15 | 1 | 20 | 207:240 | 31     |
| 5. | Dumfries Vikings     | 36 | 12 | 1 | 23 | 171:271 | 25     |
| 6. | Murrayfield Royals   | 36 | 9  | 1 | 26 | 168:260 | 19     |
| 7. | Castlereagh Knights  | 36 | 6  | 1 | 29 | 156:324 | 13     |

### Playoffs

#### Gruppe A
|    | Klub                 | Sp | S | U | N | Tore  | Punkte |
| -- | -------------------- | -- | - | - | - | ----- | ------ |
| 1. | Fife Flyers          | 6  | 5 | 0 | 1 | 83:26 | 10     |
| 2. | Whitley Bay Warriors | 6  | 5 | 0 | 1 | 70:35 | 10     |
| 3. | Dumfries Vikings     | 6  | 1 | 0 | 5 | 31:56 | 2      |
| 4. | Castlereagh Knights  | 6  | 1 | 0 | 5 | 27:94 | 2      |

#### Gruppe B
|    | Klub               | Sp | S | U | N | Tore  | Punkte |
| -- | ------------------ | -- | - | - | - | ----- | ------ |
| 1. | Paisley Pirates    | 4  | 4 | 0 | 0 | 40:24 | 8      |
| 2. | Blackburn Hawks    | 4  | 1 | 1 | 2 | 25:27 | 3      |
| 3. | Murrayfield Royals | 4  | 0 | 1 | 3 | 17:31 | 1      |

#### Finale
|    | Klub                 | Sp | S | U | N | Tore  | Punkte |
| -- | -------------------- | -- | - | - | - | ----- | ------ |
| 1. | Fife Flyers          | 6  | 5 | 0 | 1 | 50:16 | 11     |
| 2. | Paisley Pirates      | 6  | 4 | 1 | 1 | 46:33 | 9      |
| 3. | Whitley Bay Warriors | 6  | 2 | 0 | 4 | 34:39 | 4      |
| 4. | Blackburn Hawks      | 6  | 0 | 0 | 6 | 30:72 | 0      |

## Inter-League-Finale
- Fife Flyers – Swindon IceLords 0:5